# Sternotomis ducalis
Sternotomis ducalis es una especie de escarabajo longicornio del género Sternotomis, subfamilia Lamiinae. Fue descrita científicamente por Klug en 1835.
Se distribuye por Gambia, isla de Príncipe y Senegal. Posee una longitud corporal de 20-32 milímetros. El período de vuelo de esta especie ocurre únicamente en el mes de abril.